# Åke Johansson (arkitekt)

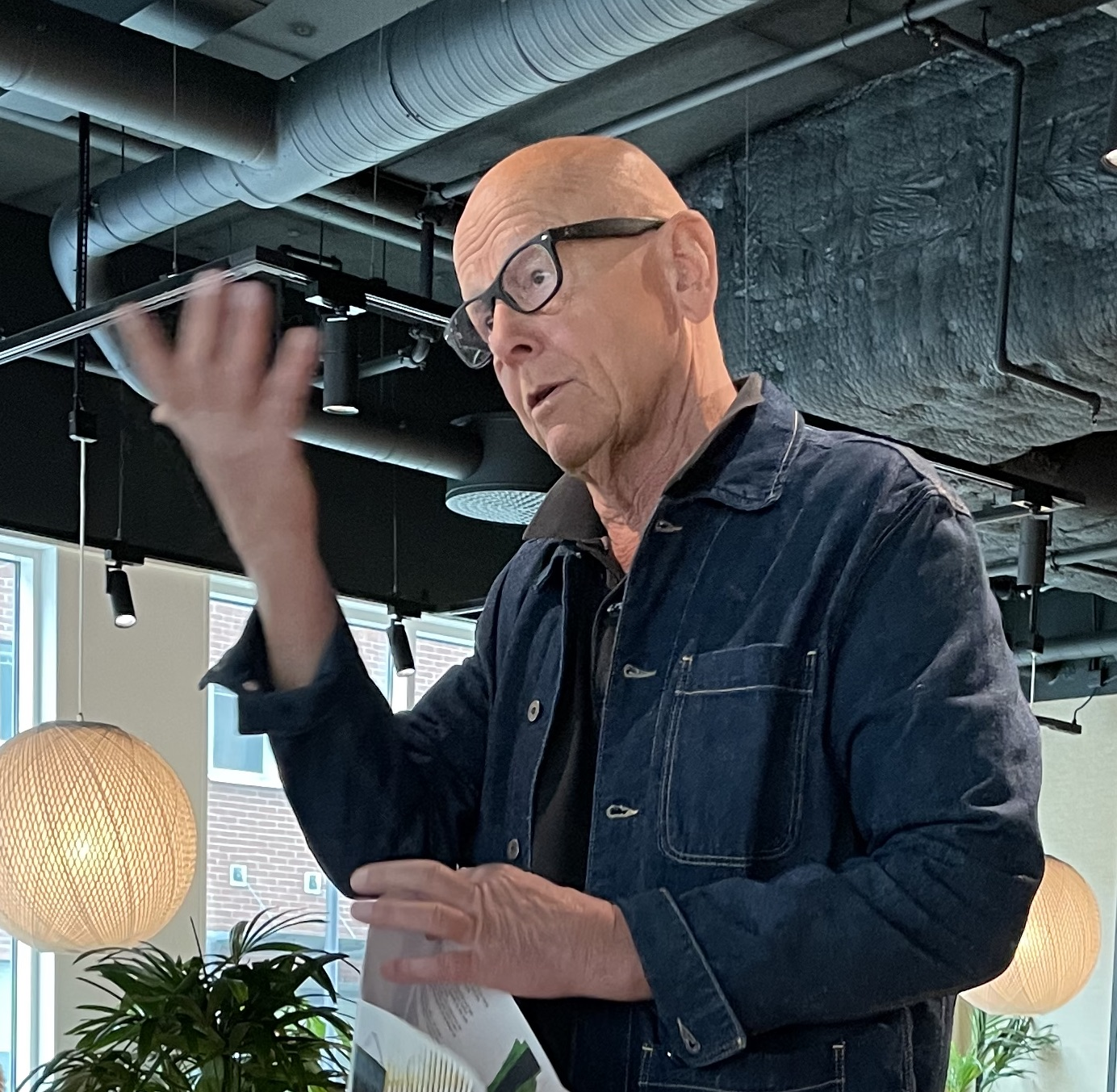
Åke Johansson, arkitekt vid White arkitekter.

Åke Bengt Johansson, född 23 december 1950, är en svensk arkitekt.
Åke Johansson studerade vid Chalmers tekniska högskola 1969–74. Han har sedan dess varit verksam vid White arkitekter i Göteborg, bland annat som kontorschef under 15 år. 
Johansson står som ansvarig arkitekt bakom ett stort antal större projekt i Göteborg under 2000-talet: Gårda Vesta (2021), Skånegatan 1-3 (2015), Ullevigatan 17-19 (2013), Navet på Lindholmen (2012) och Gröna skrapan (2011) samt Nya Göteborgs tingsrätt (2010). 
I övriga landet har han bland annat ritat Högskolan i Jönköping (1997), Mälardalens högskola i Västerås (2002) och Conventum Kongress i Örebro (2004).

## Bilder

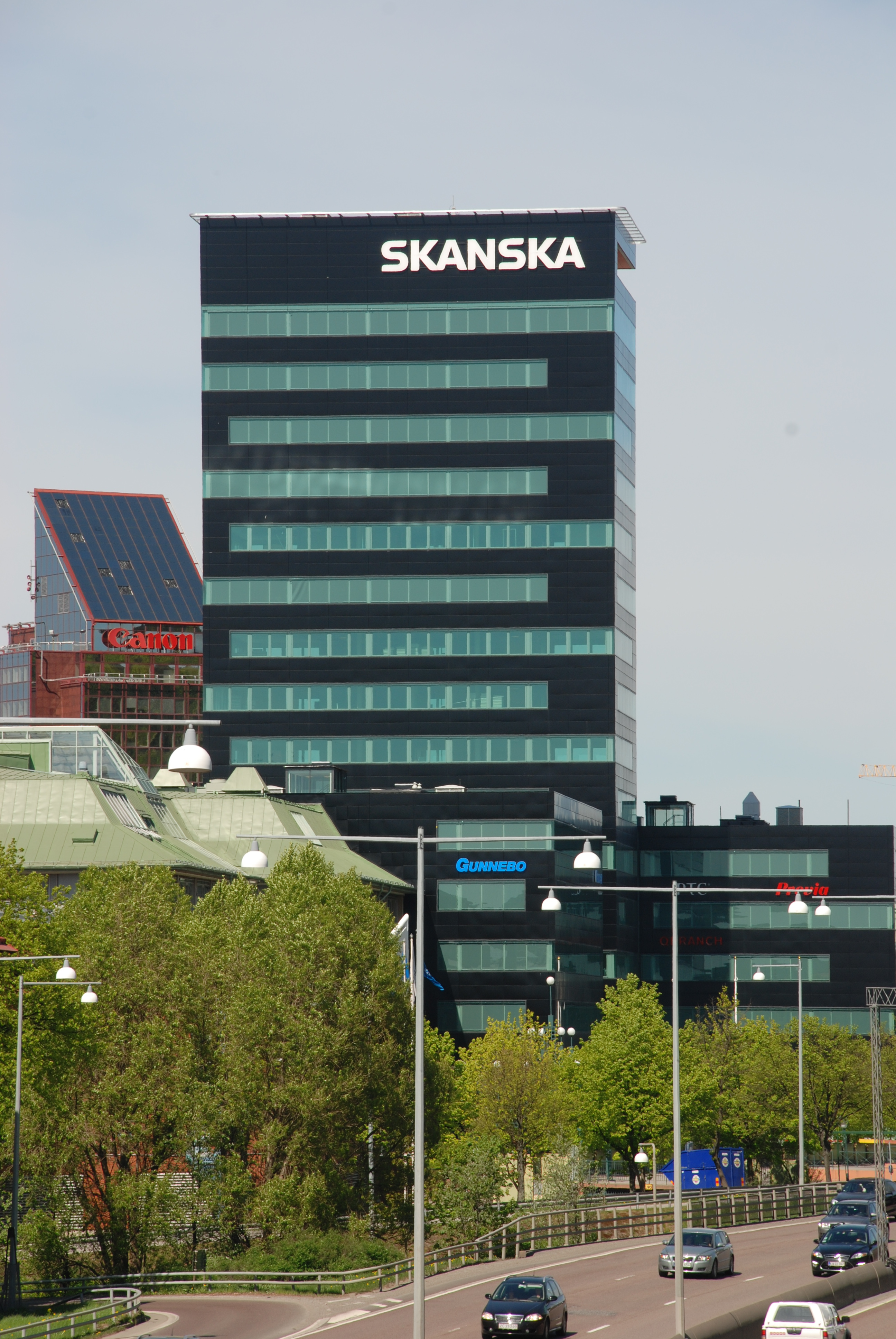
Gröna skrapan
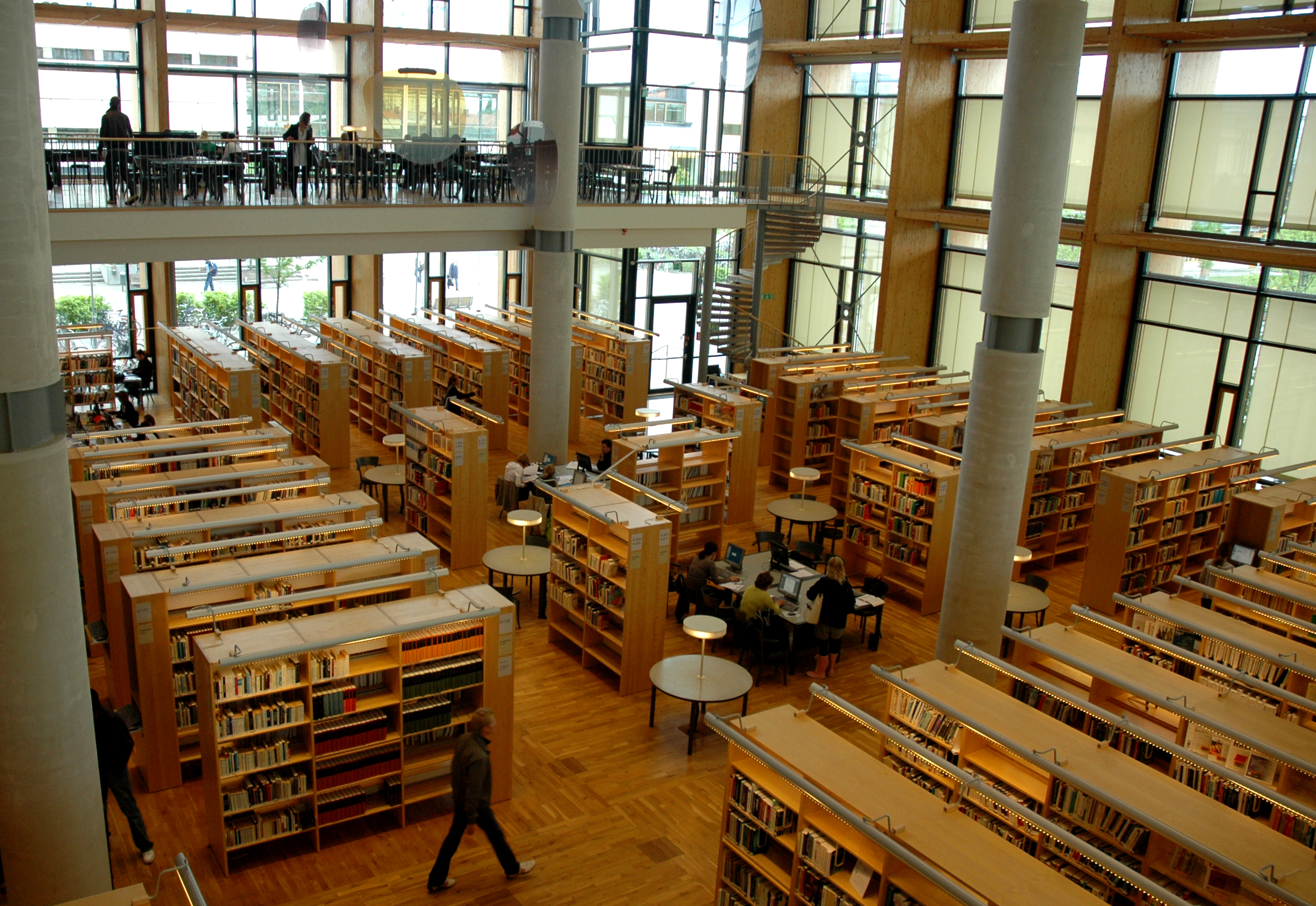
Mälardalens högskola, Västerås
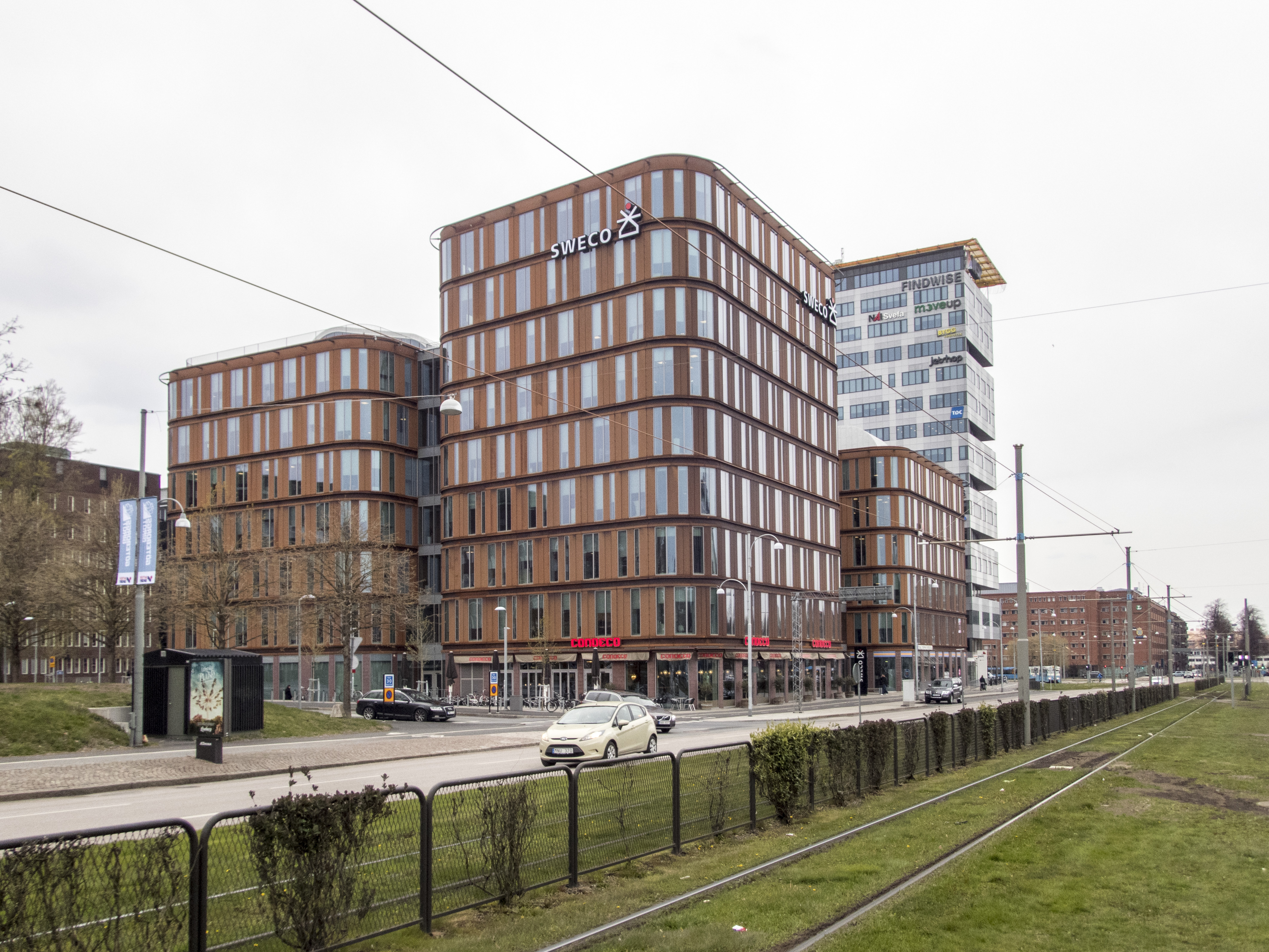
Skånegatan 1-3
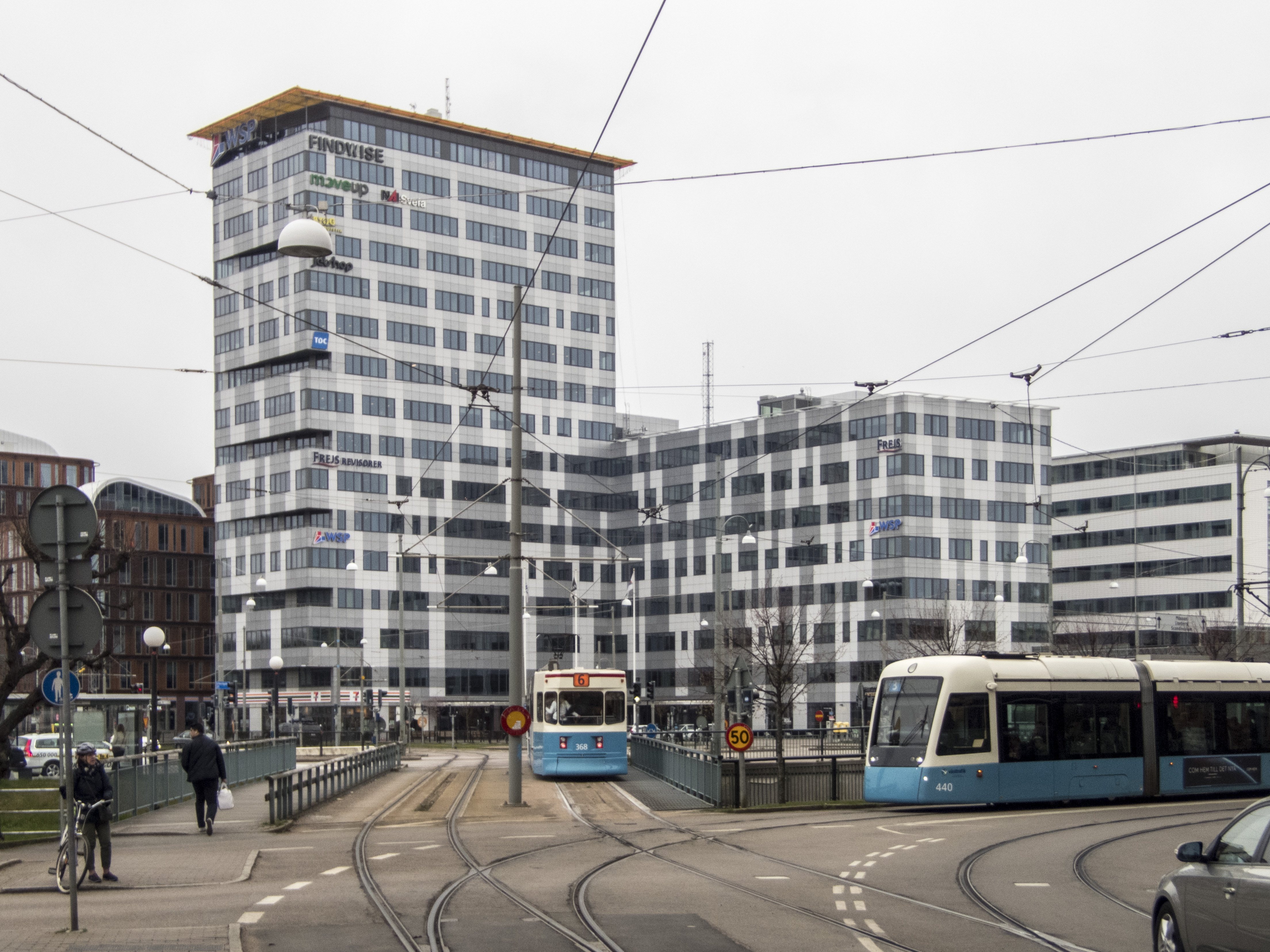
Ullevigatan 17-19
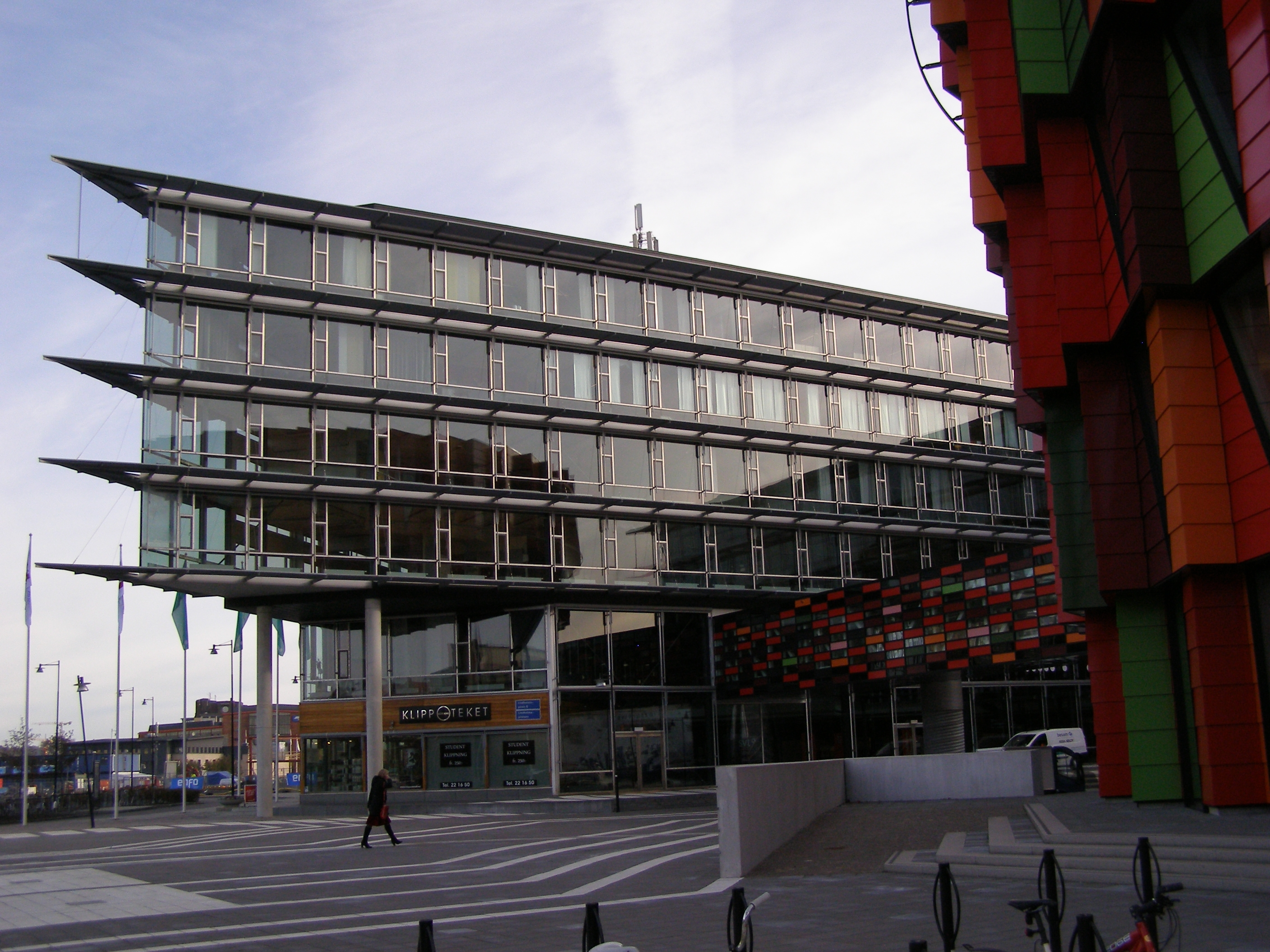
Navet, Lindholmen